# Rikitea
Rikitea es una pequeña ciudad en Mangareva, que es parte de las Islas Gambier en la Polinesia francesa. Una mayoría de los habitantes de la isla viven en Rikitea. La isla era un protectorado de Francia en 1871 y fue anexada en 1881.

## Historia
La historia de la ciudad se remonta a la época en que la isla fue colonizada con habitantes de las Islas Marquesas en el año 1100 d. C. El capitán James Wilson, de la Sociedad Misionera de Londres llegó en 1797 a Duff, denominando a las islas con el nombre del inglés Almirante James Gambier, quien facilitó su expedición.
Antes de que los misioneros católicos llegasen el canibalismo fue practicado bajo las leyes de los reyes locales. La casa de picpus (Francia), sacerdotes François Caret y Honoré Laval, de la Congregación de los Sagrados Corazones, llegaron aquí en 1834. Llegaron de Chile. Después dejara Tahití, Laval administró la ciudad bajo su regla, esclavizando a la población nativa. Se dice que "un hombre viejo de la isla había predicho arribarían dos magos cuyo dios era todo poderoso". Laval anuló la más temida estatua de piedra del dios de Tu sobre la religión marae de la isla. Actuó con un propósito determinado y la determinación de hacer cumplir la moral Cristiana, así reclutaron a la población de la isla como esclavos para construir una catedral y otras estructuras en la ciudad. Su criminal acción dio como resultado la total aniquilación de la población local; una población de 9.000 habitantes se redujo a 500. En 1871, Laval fue retirado de Mangareva en un buque de guerra francés, declarado culpable de la masacre en Tahití, y declarado demente. El sacerdote Hippolyte Roussel, que había llegado a Rikitea con más de 100 hombres de Rapa Nui el 4 de julio de 1871, asumió el cargo de la misión de Laval de Rikitea, y sirvió allí hasta su muerte en 1898.

## Geografía

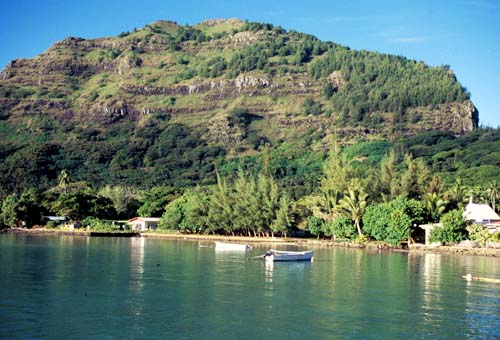
Monte Duff en Rikitea

Rikitea es una ciudad portuaria, y el centro turístico situado en Mangareva Laguna, que contiene un número de motu (pequeñas islas). Está aproximadamente a 1650 kilómetros al sureste de Tahití, al norte del Trópico de Capricornio. La elevación media de la ciudad es 8 metros.
El total de la población de la isla era de 1100 y la mayoría de ellos vivían en Rikitea.
Al norte de la ciudad se encuentra el monte Duff (482 m), y otro muy menor (de apenas 39 m) accesibles por senderos Las piedras que se encuentran en la colina fueron utilizados por los nativos mangarevanos para predecir el tiempo y avistar a los barcos que iban a la isla.

## Economía
Se cultivan perlas negras en numerosas plataformas en ambos lados de la laguna Mangareva. La laguna está llena de corales y de ostras de "labio negro" son cosechadas por el pueblo. Los habitantes también están relacionados con la actividad de la agricultura, y a la pesca en un menor nivel. La iglesia está involucrada en la escuela técnica (CED, "Centro para el Desarrollo Educativo) para capacitar a la gente en los oficios como la carpintería, la mecánica, la electricidad, y el grabado de ostras madre-de-perla.

## Edificaciones

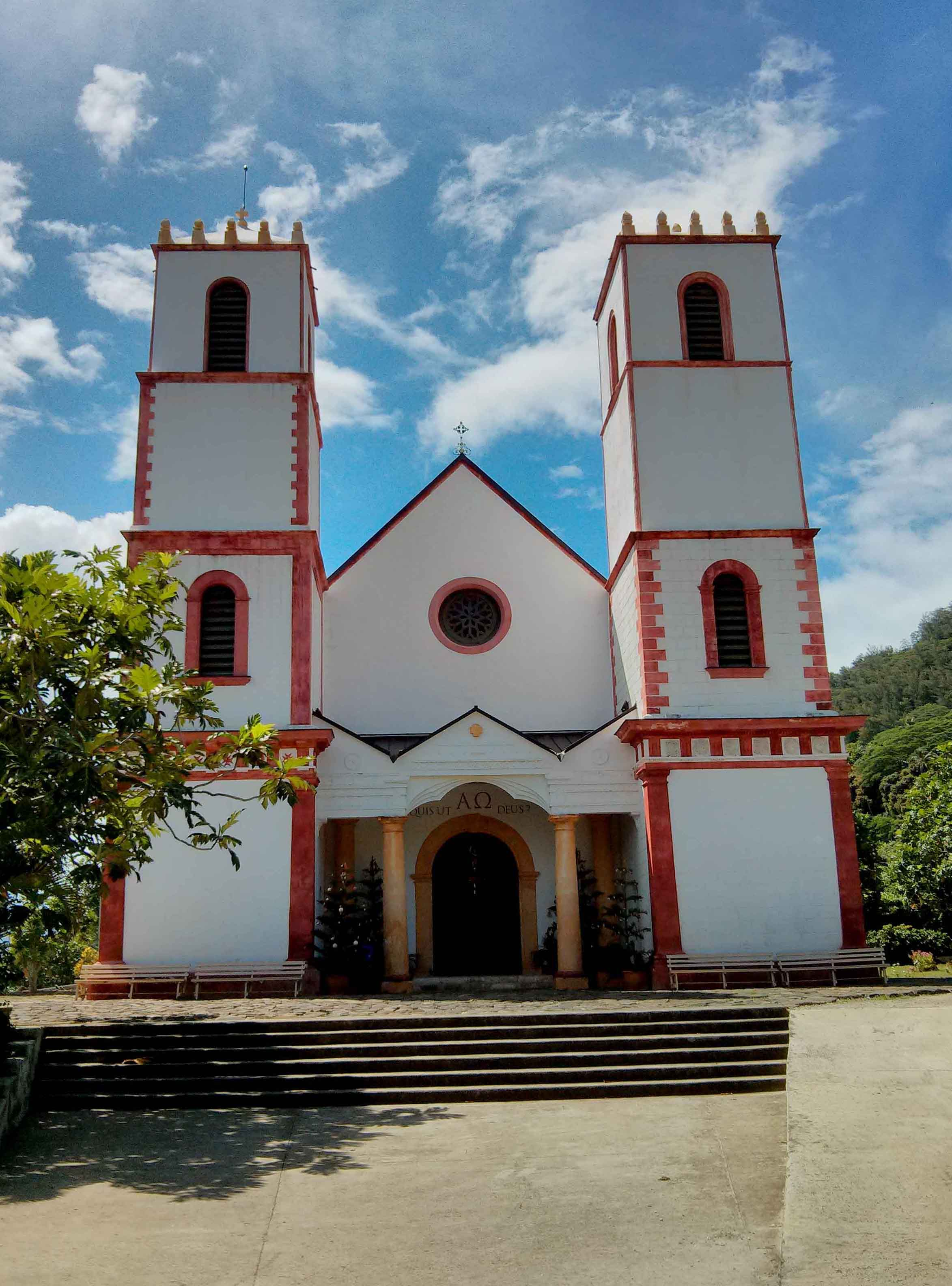
Catedral de San Miguel

El cura Honoré Laval construyó 116 edificios de piedra y arcos, además de carreteras. Entre los edificios se destaca un palacio fortificado con locuras (extravagancia arquitectónica) así como la Catedral de San Miguel , que también ha sido caracterizada como una "locura". Las estructuras fueron construidas con formas de coral en bloques de piedra. Varias de las estructuras que datan de la época de Laval se siguen conservando intactas, tales como las torres de vigía de la costa y la torreta, y los restos del palacio construido por Maputeoa, el último rey de la isla. La cripta del rey Maputeoa's cripta se encuentra en la capilla San pedro, detrás de la neo-gótica Catedral de San Miguel.
El convento Rouru, cerca del cementerio, ahora está en ruinas Hay una escuela de talla cerca de la catedral en Camika CED donde se ofrece formación en el arte del grabado de ostras, que se pueden adquirir en puntos de venta del centro.
La ciudad también tiene oficina de correos, tiendas, un establecimiento militar, una sala de atención médica y escuelas. Hay alojamiento en Chez Pierre et Mariette cerca del muelle, con tres habitaciones, y la pensión Bianca y Benoit, en la parte sur de la ciudad.

## Transporte

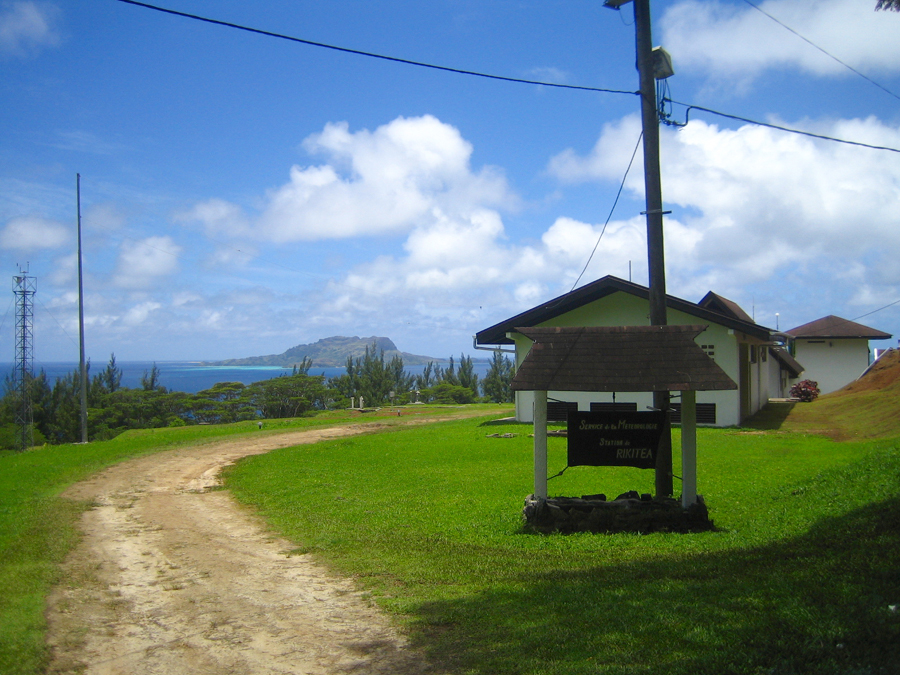
Estación de meteorología

La ciudad se accede por el aire y por barco. El aeropuerto está situado en el Mou Toregegie, a 9 kilómetros (5,6 mi) al Noreste. Desde el aeropuerto, los barcos de proporcionan el único acceso a Rikitea. Los vuelos que operan desde Pape'ete llevan cuatro horas y media. Y viajar por barco sólo desde Pepe'ete, un viaje de 21 días, con paradas en otras cuatro islas antes de llegar a la Rikitea. Unos 28 km de carretera en toda la isla.